# ماركوس ألين
ماركوس ألين (بالإنجليزية: Marcus Allen) (و. 1960  م) هو لاعب كرة قدم أمريكية، من الولايات المتحدة، ولد في سان دييغو، كاليفورنيا، يلعب كراكض للخلف ‏.

## التعليم
تعلم في Lincoln High School (San Diego, California) ‏.

## جوائز
حصل على جوائز منها:
- قاعة مشاهير محترفي كرة القدم.

## وصلات خارجية
- ماركوس ألين على موقع إي إس بي إن.كوم (أن.أف.أل)3
- ماركوس ألين على موقع مرجع كرة القدم المحترفة.كوم (الإنجليزية)
- ماركوس ألين على موقع قاعة كاليفورنيا للمشاهير الرياضية (الإنجليزية)

- ماركوس ألين على موقع IMDb (الإنجليزية)
- ماركوس ألين على موقع إن إن دي بي (الإنجليزية)
- ماركوس ألين على موقع قاعدة بيانات الفيلم (الإنجليزية)